# Hersey Hawkins
Pour les articles homonymes, voir Hawkins.
Hersey R. Hawkins, Jr. (né le 29 septembre 1966, à Chicago, Illinois) est un ancien joueur américain de basket-ball.

## Biographie
À sa sortie du lycée Westinghouse à Chicago, l'arrière de 1 mètre 90 rejoint l'université Bradley, où il termine meilleur marqueur de NCAA avec 36,3 points par match en 1988, année durant laquelle il reçoit le USBWA men's player of the year award et le Trophée Adolph Rupp. Il est sélectionné par les Clippers de Los Angeles au premier tour de la draft 1988, mais ses droits sont immédiatement transférés aux 76ers de Philadelphie contre les droits de Charles Smith. Hawkins est nommé dans la NBA All-Rookie First Team en 1989. En 1991, il inscrit 22,1 points de moyenne et participe au All-Star Game. Hawkins était réputé pour ses capacités au tir à longue distance et ses qualités défensives. Chez les 76ers, "Hawk" est la deuxième option offensive derrière Charles Barkley.
En 1993, Hawkins est transféré aux Hornets de Charlotte contre Dana Barros, Sidney Green et des choix de draft, et après deux saisons productives à Charlotte, Hawkins est transféré avec David Wingate aux SuperSonics de Seattle contre Kendall Gill. En 1996, il joue un rôle clé, en complément de Gary Payton, Detlef Schrempf et Shawn Kemp dans l'équipe des Sonics qui participe aux Finales NBA et s'incline face aux Bulls de Chicago. Il rejoint ensuite les Bulls en 1999, mais cette période d'un an à Chicago est perturbée par des blessures, il n'inscrit d'ailleurs que 7,9 points par match. Il retourne à Charlotte en 2000 pour sa dernière saison et prend sa retraite en 2001, atteignant le total de 14 470 points en carrière et le quinzième rang de l'histoire de la NBA du plus grand nombre de tirs à trois points inscrits.
Hawkins est nommé entraîneur assistant par Ty Amundsen pour la saison 2006-2007 au lycée "Estrella Foothills" à Goodyear, Arizona.

## Pour approfondir
- Liste des meilleurs marqueurs en NBA en carrière.
- Liste des meilleurs intercepteurs en NBA en carrière.
- Liste des joueurs de NBA avec 9 interceptions et plus sur un match.